# Priapipilumnus
Priapipilumnus is een geslacht van kreeftachtigen uit de klasse van de Malacostraca (hogere kreeftachtigen).

## Soort
- Priapipilumnus nimbus Davie, 1989